# Milton Santos Marques
Milton Santos Marques, detto Miltinho (19 ottobre 1930), è un ex cestista brasiliano.

## Carriera
Con il Brasile ha disputato i Campionati mondiali del 1950.